# تايلون كوريا
تايلون كوريا (مواليد 16 مارس 1995) لاعب كرة قدم برازيلي يجيد اللعب في الهجوم يلعب في نادي الشعلة السعودي.

## روابط خارجية
تايلون كوريا على موقع قاعدة بيانات كرة القدم.إي يو (الإنجليزية)
- تايلون كوريا على موقع Soccerway.com (الإنجليزية)